# Сусківська сільська рада
| Сусківська сільська рада — орган місцевого самоврядування у Свалявському районі Закарпатської області з адміністративним центром у с. Сусково. Сільській раді підпорядковані населені пункти: - с. Сусково - с. Пасіка |

## Склад ради
Рада складається з 16 депутатів та голови.

## Керівний склад сільської ради
| ПІБ                          | Основні відомості                                                 | Дата обрання | Дата звільнення |
| ---------------------------- | ----------------------------------------------------------------- | ------------ | --------------- |
| Лофинець Іван Васильович     | Сільський голова, 1947 року народження, освіта, безпартійний      | 26.03.2006   | 31.10.2010      |
| Талабішка Михайло Михайлович | Сільський голова, 1982 року народження, освіта вища, безпартійний | 31.10.2010   |                 |

Примітка: таблиця складена за даними джерела

## Населення
Згідно з переписом УРСР 1989 року чисельність наявного населення сільської ради становила 2616 осіб, з яких 1291 чоловік та 1325 жінок.
За переписом населення України 2001 року в сільській раді мешкало 2645 осіб.

### Мова
Розподіл населення за рідною мовою за даними перепису 2001 року:
| Мова       | Відсоток |
| ---------- | -------- |
| українська | 98,84 %  |
| російська  | 0,75 %   |
| німецька   | 0,19 %   |
| угорська   | 0,11 %   |
| молдовська | 0,04 %   |